# Knutby (TV-serie)
Knutby är en verklighetsbaserad dramaserie om det uppmärksammade Knutbydramat. Serien, som hade premiär 2021, som utspelar sig i Knutby bygger på Jonas Bonniers roman och är regisserad av Goran Kapetanović. År 2025 hade en fristående andra säsong, kallad Knutby – Kristi brud, premiär. Andra säsongen utspelar sig efter att morden skett.
TV-serien är baserad på händelserna under Knutbydramat och de personer som finns i filmen har verkliga förebilder. Men för att skydda förebildernas identiteter har samtliga namn på personer bytts ut mot nya namn.

## Skådespelare (urval)
- Alba August – Anna (barnflickan)
- Einar Bredefeldt – Sindre (pingstpastorn)
- Aliette Opheim – Eva (Kristi brud)
- Amy Deasismont – Lillan
- Elise Morgan Mattsson – Rebecka
- Emilia Roosmann – Mikaela (pingstpastorns andra fru)
- Herman Havnesköld – Joel
- Jessica Forsberg – Annas mamma
- Jessica Liedberg – Ann-Britt
- Joakim Lang – Peter
- Joakim Sällquist – Olle
- Johan Paulsen – Direktör Hansson
- Klara Hodell Risberg – Kristina (pingstpastorns första fru)
- Malin Persson – Irma
- Matilda Esselius – Cilla
- Neo Gillinger – Jonathan
- Nils Wetterholm – Johnny
- Stina Kvarnhem – Sara
- Alexander Jubell – Örjan
- Felicia Danielsson – Marie
- Ulrika Nilsson – Lollo
- Ylvali Rurling – Alice
- Mikaela Knapp – Veronica